# Hypergeometrische Funktion mit Matrix-Argument
Die hypergeometrische Funktion mit Matrix-Argument ist eine Verallgemeinerung der verallgemeinerten hypergeometrischen Funktion auf ein Matrix-Argument. Sie taucht häufig in der multivariaten Statistik und in der Theorie der Zufallsmatrizen bei der Berechnung multivariater Integrale auf.
Eine Schwierigkeit beim Berechnen der Funktion besteht darin, dass man Jack-Polynome mit Parameter {\displaystyle \alpha } berechnen muss. Häufig interessiert man sich für den Fall {\displaystyle \alpha =2}, welches die zonalen Polynome sind. Dies sind orthogonale Polynome und multivariate Verallgemeinerungen der Monome. Außerdem sind sie Eigenfunktionen eines Differentialoperators und Jack-Polynome mit einer C-Normalisierung. Es gibt unterschiedliche Definitionen und Berechnungsmöglichkeiten.
Auch wenn es sich bei der hypergeometrischen Funktion mit Matrix-Argument eigentlich um eine verallgemeinerte hypergeometrische Funktion handelt, so verzichtet man in der Literatur in der Regel auf den Zusatz verallgemeinert.

## Definition
Sei
- {\displaystyle \kappa =(k_{1},\dots ,k_{p})} eine Partition einer Zahl {\displaystyle k\in \mathbb {N} _{0}}, das heißt, es gilt {\displaystyle k=k_{1}+\dots +k_{p}} und {\displaystyle k_{1}\geq \cdots \geq k_{p}\geq 0} wobei {\displaystyle k_{1},\dots ,k_{p}\in \mathbb {N} _{0}} .
- {\displaystyle l(\kappa )} die Länge der Partition {\displaystyle \kappa }, das heißt die Anzahl Folgenglieder, welche verschieden von Null sind (das bedeutet {\displaystyle l((2,1,0,0))=2}),
- {\displaystyle (a)_{\kappa }^{\alpha }} das verallgemeinertes Pochhammer-Symbol.
- {\displaystyle m,n\geq 0} nicht-negative ganze Zahlen.

Seien {\displaystyle a_{1},\dots ,a_{m}} und {\displaystyle b_{1},\dots ,b_{n}} komplexe Zahlen und {\displaystyle S} eine komplexe symmetrische Matrix mit Dimension {\displaystyle r\times r}. Die hypergeometrische Funktion mit Matrix-Argument ist definiert als
{\displaystyle {}_{m}F_{n}^{(\alpha )}(a_{1},\ldots ,a_{m};b_{1},\ldots ,b_{n};S)=\sum _{k=0}^{\infty }\sum _{\kappa \vdash k}{\frac {(a_{1})_{\kappa }^{\alpha }\cdots (a_{m})_{\kappa }^{\alpha }}{(b_{1})_{\kappa }^{\alpha }\cdots (b_{n})_{\kappa }^{\alpha }}}{\frac {C_{\kappa }^{(\alpha )}(S)}{k!}},}
wobei {\displaystyle \kappa \vdash k} die Summation über alle Partitionen von {\displaystyle k} ist und {\displaystyle C_{\kappa }^{(\alpha )}(S)} das Jack-Polynom zum Parameter {\displaystyle \alpha } von {\displaystyle S} für {\displaystyle \kappa } ist.

### Erläuterungen
- {\displaystyle {}_{m}F_{n}^{(\alpha )}(a_{1},\ldots ,a_{m};b_{1},\ldots ,b_{n};S)} ist Skalar-wertig.
- In der Statistik und in der Stochastik interessiert man sich vor allem für den Fall {\displaystyle \alpha =2}, dann sind {\displaystyle C_{\kappa }^{(2)}(S)} zonale Polynome respektive C-normalisierte Jack-Polynome.

## Zweifaches Matrix-Argument
Analog definiert man die hypergeometrische Funktion für zwei symmetrische Matrizen {\displaystyle S} und {\displaystyle T} mit Dimension {\displaystyle r\times r}
{\displaystyle {}_{m}F_{n}^{(\alpha )}(a_{1},\ldots ,a_{m};b_{1},\ldots ,b_{n};S,T)=\sum _{k=0}^{\infty }\sum _{\kappa \vdash k}{\frac {(a_{1})_{\kappa }^{\alpha }\cdots (a_{m})_{\kappa }^{\alpha }}{(b_{1})_{\kappa }^{\alpha }\cdots (b_{n})_{\kappa }^{\alpha }}}{\frac {1}{k!}}{\frac {C_{\kappa }^{(\alpha )}(S)C_{\kappa }^{(\alpha )}(T)}{C_{\kappa }^{(\alpha )}(I)}},}
wobei {\displaystyle I} die Identitätsmatrix der Dimension {\displaystyle r\times r} ist.

## Zonale Polynome
Sei {\displaystyle X} eine {\displaystyle r\times r} symmetrische Matrix mit Eigenwerten {\displaystyle y_{1},\dots ,y_{r}} und {\displaystyle \kappa =(k_{1},\dots ,k_{r})} eine Partition von {\displaystyle k}, welche nicht aus mehr als {\displaystyle r} Teilen besteht. Die zonalen Polynome {\displaystyle C_{\kappa }^{(2)}(X)} sind die Eigenfunktionen des Differentialoperators
{\displaystyle \Delta _{X}=\sum \limits _{i=1}^{r}y_{i}^{2}{\frac {\partial ^{2}}{\partial y_{i}^{2}}}+\sum \limits _{i=1}^{r}\sum \limits _{\begin{array}{c}j=1\\i\neq j\end{array}}^{r}{\frac {y_{i}^{2}}{y_{i}-y_{j}}}{\frac {\partial }{\partial y_{i}}},}
das heißt sie erfüllen die partielle Differentialgleichung
{\displaystyle \Delta _{X}C_{\kappa }^{(2)}(X)=\alpha C_{\kappa }^{(2)}(X)}
mit
{\displaystyle \alpha =\sum \limits _{i=1}^{r}k_{i}(k_{i}-i)+k(r-1).}